# Granville Gee Bee Z40
Die Granville Gee Bee Z40 war ein Flugzeug des aus fünf Brüdern bestehenden US-amerikanischen Flugzeugherstellers Granville Brothers Aircraft.

## Geschichte
Das Flugzeug flog am 22. August 1931 mit Konstrukteur Robert Hall am Steuer zum ersten Mal. 1931 siegte es beim Rennen um die Thompson Trophy.
Dies nahm die Firma zum Anlass, um mit einem nun 700 PS starken Pratt & Whitney R-1340 einen Angriff auf den Geschwindigkeitsweltrekord zu unternehmen. Am 30. November 1931 konnten 452 km/h erreicht werden, doch wurde dieser Versuch aufgrund von Unregelmäßigkeiten bei der Zeitnahme nicht anerkannt. Bei einem erneuten Anlauf am 5. Dezember 1931 versagte in geringer Höhe die Flügelstruktur. Bei dem Absturz verlor der Pilot Lowell Bayles sein Leben. Die Absturzursache konnte nicht abschließend ermittelt werden.

## Konstruktion
Bei der Z40 handelte es sich, wie bei den anderen von Granville gebauten Flugzeugen, um einen einsitzigen, einmotorigen, abgestrebten Tiefdecker mit festem, verkleidetem Spornfahrwerk, der speziell für Geschwindigkeitsrennen gebaut worden war. Rumpf und Leitwerk bestanden aus einem geschweißten Stahlrohrgerüst, während die Tragflügel aus Holz hergestellt waren. Auffällig war die plump erscheinende Form des Rumpfes, dessen durch den eingebauten Motor bedingter Durchmesser bei nur 4,57 Meter Länge 1,12 Meter betrug. Dazu kam das weit nach hinten bis unmittelbar vor die Seitenleitwerksflosse verschobene Cockpit. Als Antrieb diente ein 535 PS starker Pratt & Whitney R-985-Sternmotor, der mit einer NACA-Haube verkleidet war.

## Replika
Im Jahre 1978 baute Bill Turner ein flugfähiges Replikat der Z40. Kleine Änderungen an Rumpf und Tragflächen sollten das brisante Flugverhalten des ansonsten originalgetreuen Nachbaus verbessern. 1991 wurde Turners Z40 im Disney-Film Rocketeer verwendet. Nachdem sie zwischenzeitlich im Santa Monica Museum of Flying ausgestellt war, befindet sie sich derzeit im Besitz des Museum of Flight in Seattle.

## Technische Daten
| Kenngröße             | Original                                       | Replik                                         |
| --------------------- | ---------------------------------------------- | ---------------------------------------------- |
| Länge                 | 4,50 m                                         | 4,60 m                                         |
| Spannweite            | 7,16 m                                         | 7,77 m                                         |
| Höhe                  | 1,64 m                                         | 2,13 m                                         |
| Flügelfläche          | 6,69 m²                                        | 6,97 m²                                        |
| Flügelstreckung       | 7,7                                            | 8,7                                            |
| Leermasse             | 636 kg                                         | 635,04 kg                                      |
| Startmasse            | 1439 kg                                        | 1034,21 kg                                     |
| Höchstgeschwindigkeit | 452 km/h                                       | 434,43 km/h                                    |
| Reisegeschwindigkeit  |                                                | 370,07 km/h                                    |
| Reichweite            |                                                | 1609 km                                        |
| Triebwerk             | ein Pratt & Whitney R-985, 535 PS (ca. 390 kW) | ein Pratt & Whitney R-985, 535 PS (ca. 390 kW) |